# 小宮悅子
小宮悅子（1958年4月18日—）是埼玉縣入間市出身的電視主播。在過去是朝日電視台的主播。血型A型。左撇子。其畢業于東京都立大學人文學部社会科。1981年進入朝日電視台。1985年10月起擔當『NEWS STATION』（ニュースステーション）的初代輔助主播，其與久米宏的搭檔組合廣受觀眾好評。1991年退職，但仍然與朝日電視台簽訂了専属契約，迄今鮮少在朝日電視台以外的電視台主持節目。在漫畫蠟筆小新中，他是主角野原新之助喜歡的美女之一，在作品中也多次出場。1994年公映的電影『蠟筆小新：不理不理王國的秘寶』中的小宮悦子角色由她自己出演。